# Azodicarbonsäurediisopropylester
Azodicarbonsäurediisopropylester ist ein Reagenz für die Mitsunobu-Reaktion. Die Verbindung kann als Alternative für die explosionsgefährliche Verbindung Azodicarbonsäurediethylester eingesetzt werden.

## Herstellung
Die Herstellung kann analog den Synthesewegen zum Azodicarbonsäurediethylester erfolgen, wobei statt der ethylgruppensubstituierten Edukte die entsprechenden die Isopropylgruppe enthaltenden Verbindungen eingesetzt werden.

## Chemische Eigenschaften, Sicherheit
DIAD ist im Vergleich zum Azodicarbonsäurediethylester wesentlich weniger thermisch instabil. Die Verbindung ist nicht explosionsgefährlich im Sinne des Sprengstoffgesetzes. Im Stahlhülsentest zeigt sich eine Explosion mit einem Düsendurchmesser von maximal 1 mm. Es erfolgt keine Detonationsweiterleitung im BAM-2"-Rohr-Test. Die Verbindung ist nicht schlagempfindlich. Der Umgang mit der Substanz bei thermischer Belastung ist trotzdem nicht ungefährlich. Die Zersetzung verläuft im Sinne eines thermischen Runaways mit einer erheblichen Wärmefreisetzung. Eine DSC-Messung zeigte oberhalb von 180 °C eine stark exotherme Zersetzung mit einer Zersetzungswärme von −778 kJ·kg−1 bzw. −157 kJ·mol−1. Eine destillative Reinigung der Verbindung sollte nur nach entsprechender Sicherheitsanalyse unter Berücksichtigung des Zersetzungsverhaltens in Betracht gezogen werden.